# 灵川博特溪蟹
灵川博特溪蟹（学名：Bottapotamon lingchuanense）为溪蟹科博特溪蟹属的动物。在中国大陆，分布于广西等地，一般栖息于山区溪流石块下。其生存的海拔范围为500至1000米。